# (27695) 1981 EW36
A (27695) 1981 EW36 a Naprendszer kisbolygóövében található aszteroida. Schelte J. Bus fedezte fel 1981. március 7-én.